# 243491 Mühlviertel
(243491) Mühlviertel, denumire internațională (243491) Muhlviertel, este un asteroid din centura principală de asteroizi.

## Descriere
243491 Mühlviertel este un asteroid din centura principală de asteroizi. A fost descoperit pe 20 octombrie 2009 la Linz de D. Voglsam. Asteroidul prezintă o orbită caracterizată de o semiaxă mare de 2,18 ua, o excentricitate de 0,14 și o înclinație de 6,6° în raport cu ecliptica.